# یزدانفر
یزدانفر اشراف زادهٔ ایرانی در زمان ساسانیان بود که حاکمیت منطقه‌ای که امروزه قم نامیده می‌شود را در اختیار داشت.
پس از حمله مسلمانان به ایران، وی با آنان صلح کرد و روستایی را برای زندگی در اختیار آنان قرار داد.